# ناتاشا لا
آندریا ناتاشا لا (انگلیسی: Andrea Natasha Law؛ زادهٔ ۱ ژانویهٔ ۱۹۷۰) یک نقاش و طراح گرافیک اهل انگلستان است. وی خواهر جود لا، بازیگر سینماست.